# ジェレミー・スア
ジェレミー・スア（Jeremy Su'a, 1988年11月10日 - ）は、トップ10、ペトラルカ・ラグビーに所属するラグビー選手。サモア代表。

## プロフィール
- ニュージーランド・ウェリントン出身。
- ポジションはスクラムハーフ。
- 身長 177cm、体重 92kg

## 来歴
ウェストフィールズ・スポーツハイスクールに在籍し、2006年にはオーストラリアン・スクールボーイズでプレーした。2007年から2008年にかけてはオーストラリアU19、U20代表に選出された。現在はタスマン・マコスやサモア代表でプレーしており、サモア代表では2011年W杯メンバーに選ばれ2試合に出場した。
2013年、スーパーラグビーに参加するクルセイダーズのメンバーに選出された。